# Bitwa pod Rewlem
Bitwa pod Rewlem – bitwa stoczona 30 czerwca 1602 roku podczas wojny polsko-szwedzkiej 1600-1611.
Podczas wojny polsko-szwedzkiej o Inflanty kilka chorągwi pod wodzą hetmana polnego koronnego Stanisława Żółkiewskiego zostało wyprawionych przez hetmana wielkiego koronnego Jana Zamoyskiego przeciwko wojskom szwedzkim gromadzącym się pod dzisiejszym Tallinnem. 30 czerwca Żółkiewski rzucił z marszu do boju dwie chorągwie husarskie. Jednak atak ten nie powiódł się. Wobec tego, iż wojska szwedzkie od frontu zasłoniły się „kozłami hiszpańskimi”, Żółkiewski wysłał chorągwie lekkie, aby obeszły pozycje nieprzyjaciela i uderzyły od tyłu. Szwedzi nie wytrzymali uderzenia lekkich chorągwi połączonych z frontalnym atakiem husarii i poszli w rozsypkę.